# Тамилски език
Тамилският език (தமிழ்) е дравидски език, говорен от около 66 милиона души в Индия – 5,91% (2001), Шри Ланка, Малайзия и др. Смятан е за класически език. Официален език е в индийския щат Тамил Наду.
Л-то в 'тамил' се произнася с ретрофлексно р, което често се транслитерира като „ж“.

## История
Считан е за най-старият "жив" език в света, който се използва без прекъсване повече от 2 500 години.
Тамилският език има различен произход в сравнение със санскрит. Най-старата налична книга по тамилска граматика е Толкапиям, съставена между III в. пр.н.е. и X в.